# Lejonet och oxen
Lejonet och oxen (ryska: Лев и бык, Lev i byk) är en sovjetisk animerad kortfilm från 1983. Filmen behandlar konfrontationen mellan två jättar, utvecklat med en subtil penetrering i karaktärernas psykologi och situationens dramatik, fick filmen en universell dimension.
Filmen blev Fjodor Chitruks sista regissörsroll.

## Handling
På savannen stöter ett lejon på en oxe. Efter ett tag blir de vänner. Men en  schakal är avundsjuk på deras vänskap och vill gräla och sprider osämja mellan lejonet och oxen. De två djuren börjar slåss och dör båda i striden. Innan lejonet dör, inser han vad schakalen gjort och dödar honom.

## Filmteam
- Manusförfattare och regissör: Fjodor Chitruk
- Produktionsdesigner: Vladimir Zujkov
- Filmfotograf: Kabul Rasulov
- Kompositör: Moses Weinberg
- Ljudtekniker: Boris Filtjikov
- Regissörsassistent: Olga Isakova
- Klippare: I. Gerasimova
- Animatörer: Alexander Dorogov, Jurij Kuziurin, Violetta Kolesnikova, Jurij Mesjtjerjakov, Vladimir Zacharov, Alexander Mazajev
- Redaktör: Raisa Fritjinskaja
- Produktionsledare: Liliana Monachova

## Priser och utmärkelser
- 1983 — Hedersdiplom i kategorin filmer mellan 3 till 12 minuter vid VII International Animation Film Festival i Espinho (Portugal).
- 1983 — filmen utsågs till årets bästa animerade film "För bemästrande av klassisk animationsstil" vid XIV International Film Festival i Tammerfors (Finland).

## DVD-utgåvor
1986 släpptes filmen på VHS i Sverige av Föreningsfilmo.
År 2000 släpptes filmen på DVD i Ryssland i en samling tecknade serier vid namn "Masters of Russian Animation Volume 3".